# Dan sjećanja na ubijenu i stradalu djecu u Domovinskom ratu
Dan sjećanja na ubijenu i stradalu djecu u Domovinskom ratu je državni spomendan u Republici Hrvatskoj koji se obilježava 3. svibnja, u spomen na oko četiristo djece ubijene u Domovinskom ratu.
Hrvatski sabor izglasao je u travnju 2025. obilježavanje spomendana.

## Pozadina
Godine 2019. održan je simpozij »Otvaranje imenika ubijene djece« u Pridvorju kod Dubrovnika u franjevačkom samostanu u organizaciji Zajednica udruga hrvatskih civilnih žrtava Domovinskoga rata, Fakulteta hrvatskih studija, Glasa Koncila, bosanskohercegovačkih franjevaca i Zagrebačkoga centra za kulturu zdravlja te uz potporu biskupa Mate Uzinića. Na njemu je iznesena tematika obilježavanja dječjih žrtava Domovinskog rata.
U remetskom svetištu u Zagrebu od 2019. održava se duhovni susret roditelja ubijene djece u Domovinskom ratu.